# Ramiro 1. af Aragonien
Ramiro 1. af Aragonien (aragonsk: Remiro I d'Aragón) (før 1007 – 8. maj 1063) regnes som den første konge af Aragonien, selv om han formelt aldrig bar titel af konge.
Ramiro blev født før 1007 som illegitim søn af kong Sancho 3. af Navarra og hans elskerinde Sancha de Aybar. I sin fars regeringstid modtog han flere ejendomme i Grevskabet Aragonien, og ved arvedelingen efter faderens død i 1035, tilfaldt Grevskabet Aragonien Ramiro. Ramiro faldt i kamp under Slaget ved Graus i 1063 under et forsøg på at erobre byen Graus fra maurerne.